# Butten
Butten [bytən]  est une commune française située dans la circonscription administrative du Bas-Rhin et, depuis le 1er janvier 2021, dans le territoire de la collectivité européenne d'Alsace, en région Grand Est.

## Géographie

### Localisation
La commune est située dans la région naturelle de l'Alsace bossue et fait partie du parc naturel régional des Vosges du Nord.
Le territoire de la commune est limitrophe de ceux de sept communes :
|           | Rahling (Moselle) | Montbronn (Moselle) |
| Dehlingen | Butten            | Soucht (Moselle)    |
| Lorentzen | Diemeringen       | Ratzwiller          |

### Géologie et relief
La commune se compose de 53,17 hectares de territoires artificialisés (3,49 %), 1 388,90 hectares de territoires agricoles (91,25 %) et 80,01 hectares de forêts et milieux semi-naturels (5,26 %).
Écart de Neubau.
Espaces naturels :
- Trois espaces protégés hors Natura 2000 Vosges du nord :

Réserve de Biosphère, zone tampon,
Réserve de Biosphère, zone de transition,
Parc naturel régional,
- Quatre zones naturelles d'intérêt écologique, faunistique et floristique (Znieff) :

Prés-vergers à Dehlingen, Lorentzen et Butten,
Vallons du Spielersbach et du Mittelbach à Ratzwiller et Waldambach,
Paysage agricole et forestier diversifié d'Alsace Bossue,
Boisements de reproduction du Milan Royal en Alsace Bossue.
- Inventaire national du patrimoine géologique :

Passage Couches à Myacites/Couches à Térébratules (Muschelkalk inférieur) à Diemeringen et à Butten.

### Hydrographie et les eaux souterraines
Hydrogéologie et climatologie : Système d’information pour la gestion des eaux souterraines du bassin Rhin-Meuse :
Territoire communal : Occupation du sol (Corinne Land Cover); Cours d'eau (BD Carthage),
Géologie : Carte géologique; Coupes géologiques et techniques,
 Hydrogéologie : Masses d'eau souterraine; BD Lisa; Cartes piézométriques.
La commune est dans le bassin versant du Rhin au sein du bassin Rhin-Meuse. Elle est drainée par le ruisseau le Buttenbach,
le ruisseau le Grentzbach,
le ruisseau de Rahling,
le ruisseau Angstbach,
le ruisseau Kesselgraben,
le ruisseau Rusgraben,,.
Le Buttenbach, d'une longueur de 17 km, prend sa source dans la commune de Rohrbach-lès-Bitche et se jette  dans l'Eichel à Lorentzen, après avoir traversé six communes. 
Le Grentzbach, d'une longueur totale de 21,2 km, prend sa source dans la commune de Goetzenbruck et se jette  dans l'Eichel à Waldhambach, après avoir traversé neuf communes. 

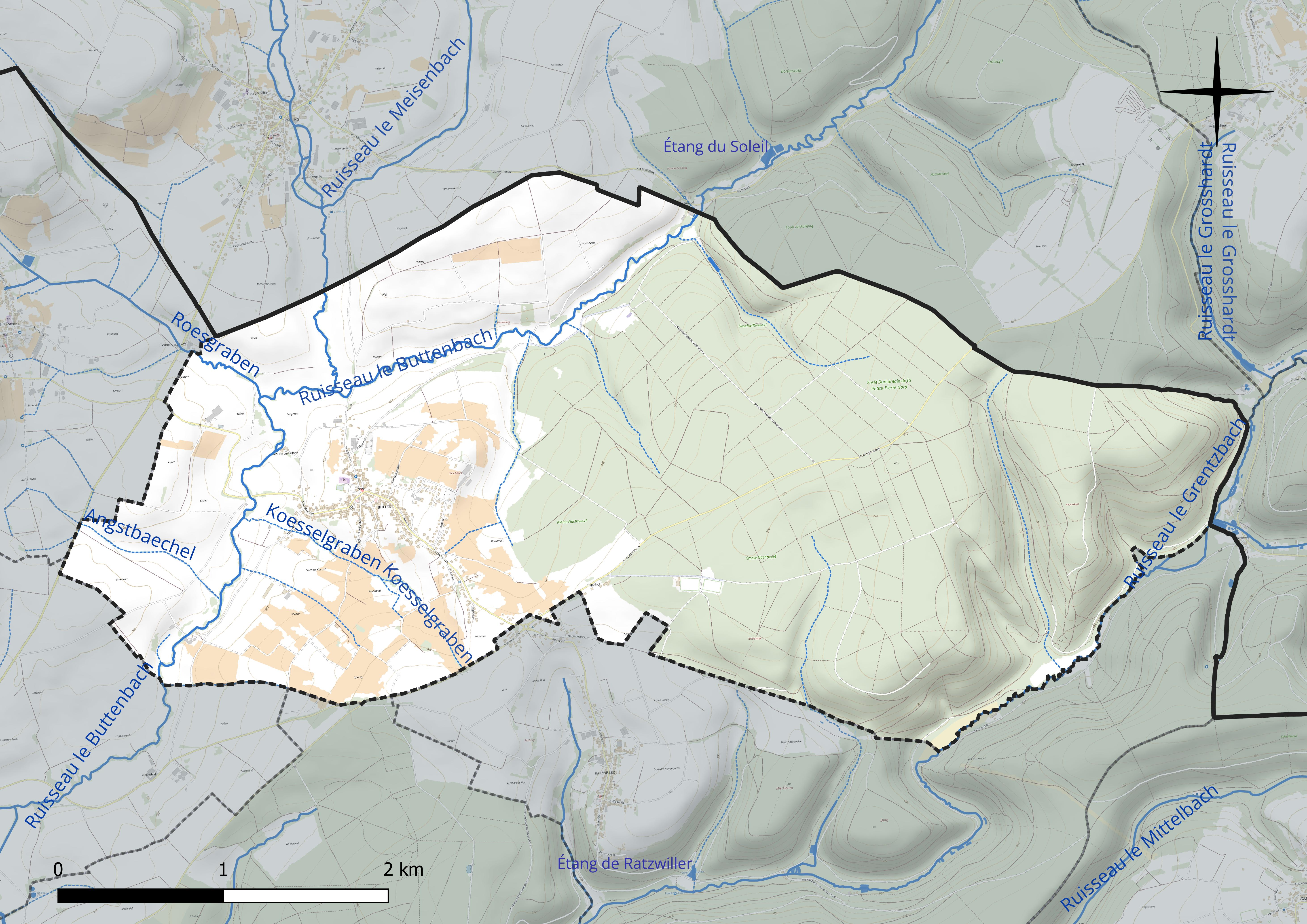
Réseau hydrographique de Butten.

### Climat
Pour des articles plus généraux, voir Climat du Grand Est et Climat du Bas-Rhin.
En 2010, le climat de la commune est de type climat des marges montargnardes, selon une étude du Centre national de la recherche scientifique s'appuyant sur une série de données couvrant la période 1971-2000. En 2020, Météo-France publie une typologie des climats de la France métropolitaine dans laquelle la commune est exposée à un climat semi-continental et est dans la région climatique  Vosges, caractérisée par une pluviométrie très élevée (1 500 à 2 000 mm/an) en toutes saisons et un hiver rude (moins de 1 °C). 
Pour la période 1971-2000, la température annuelle moyenne est de 9,7 °C, avec une amplitude thermique annuelle de 17,1 °C. Le cumul annuel moyen de précipitations est de 1 009 mm, avec 11,7 jours de précipitations en janvier et 10 jours en juillet. Pour la période 1991-2020, la température moyenne annuelle observée sur la station météorologique de Météo-France la plus proche, « Berg », sur la commune de Berg à 9 km à vol d'oiseau, est de 10,4 °C et le cumul annuel moyen de précipitations est de 801,8 mm. 
La température maximale relevée sur cette station est de 37,4 °C, atteinte le 25 juillet 2019 ; la température minimale est de −16,8 °C, atteinte le 7 février 2012,,. 
Les paramètres climatiques de la commune ont été estimés pour le milieu du siècle (2041-2070) selon différents scénarios d'émission de gaz à effet de serre à partir des nouvelles projections climatiques de référence DRIAS-2020. Ils sont consultables sur un site dédié publié par Météo-France en novembre 2022.

## Urbanisme

### Typologie
Au 1er janvier 2024, Butten est catégorisée commune rurale à habitat dispersé, selon la nouvelle grille communale de densité à sept niveaux définie par l'Insee en 2022.
Elle est située hors unité urbaine et hors attraction des villes,.

### Occupation des sols
L'occupation des sols de la commune, telle qu'elle ressort de la base de données européenne d’occupation biophysique des sols Corine Land Cover (CLC), est marquée par l'importance des territoires agricoles (91,4 % en 2018), en augmentation par rapport à 1990 (42 %). La répartition détaillée en 2018 est la suivante : 
terres arables (66,7 %), prairies (24,7 %), forêts (5,1 %), zones urbanisées (3,5 %). L'évolution de l’occupation des sols de la commune et de ses infrastructures peut être observée sur les différentes représentations cartographiques du territoire : la carte de Cassini (XVIIIe siècle), la carte d'état-major (1820-1866) et les cartes ou photos aériennes de l'IGN pour la période actuelle (1950 à aujourd'hui).

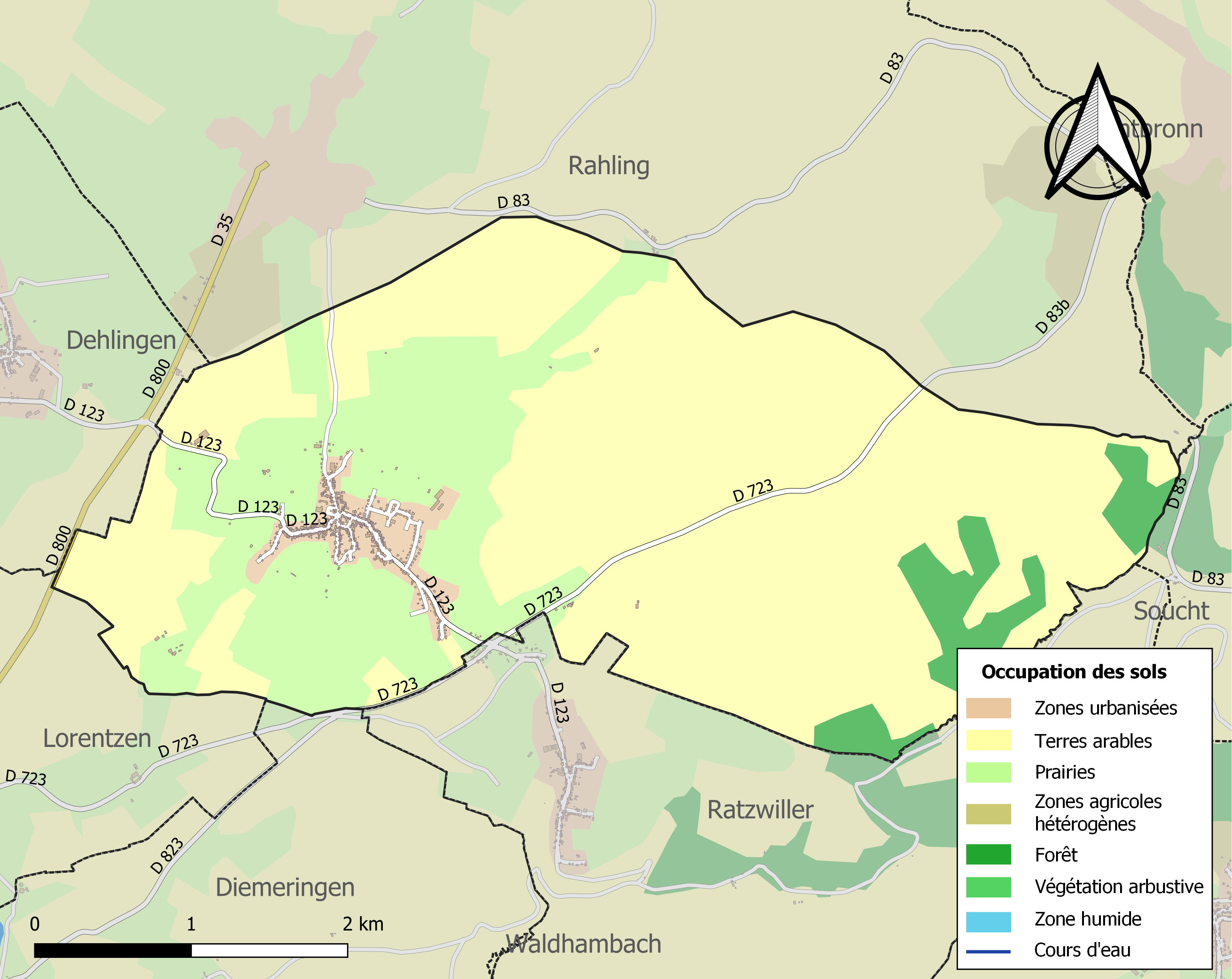
Carte des infrastructures et de l'occupation des sols de la commune en 2018 (CLC).

### Voies de communications et transports

#### Voies routières
- D 123 vers Neubau, Delhingen, Ratzwiller[33].

#### Transports en commun
- Transports en Alsace.
- Fluo Grand Est.

##### SNCF
- Gare de Diemeringen,
- Gare d'Œrmingen,
- Gare de Tieffenbach - Struth,
- Ancienne gare de Vœllerdingen,

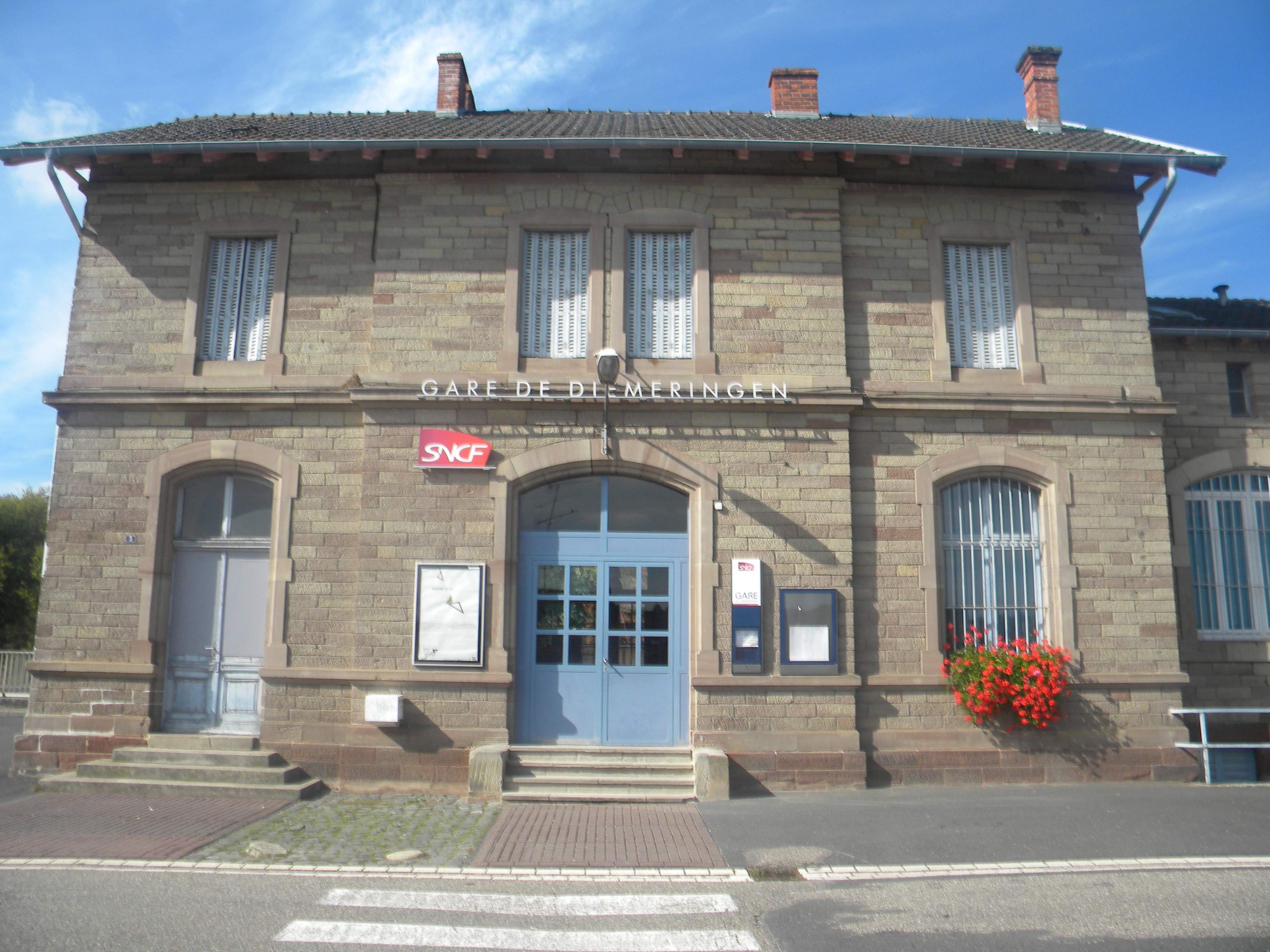
Gare de Diemeringen.

- Ancienne Gare de Rohrbach-lès-Bitche.

### Risques naturels et technologiques
Commune située dans une zone de sismicité 2 faible.

## Toponymie
Bìtte en francique rhénan. Bütten en allemand.

## Histoire
Le village doit certainement son nom à un certain Betto, qui se serait installé là, au IXe siècle.
Avant 1793, la commune appartenait au comté de Sarrewerden, devenant par la suite alsacienne.
Rattachement à la France : les demandes n'étaient pas toujours spontanées, de nombreux habitants étaient désorientés quant à leur avenir. Ils souhaitaient rester rattachés aux princes de Nassau, mais pouvoir jouir des libertés promises par la législation française. Le rapport du 29 mars 1793 signalait que les communes de Siltzheim, Œrmingen, Butten, Ottwiller, Dehlingen, Eschwiller ne voulaient pas émettre le vœu de leur réunion à la République. En haut-lieu, on décida alors de recourir à la force armée (un détachement de 115 volontaires) pour punir ceux qui passaient pour d'audacieux contre-révolutionnaires. Ce sera le cas à Herbitzheim, Keskastel, Butten, Œrmingen, Siltzheim.
Ce fut Nicolas François Blaux, maire de Sarreguemines, qui fut le véritable artisan du rattachement du comté de Sarrewerden au Bas-Rhin. Le 23 novembre 1793, la Convention ratifia la décision d'ériger Neusaarwerden en district et d'incorporer au département bas-rhinois les six cantons nouvellement créés : Bouquenom, Neuf-Sarrewerden, Harskirchen, Wolfskirchen, Drulingen et Diemeringen. L'organisation du district incomba au député Philippe Rühl. Le Bas-Rhin s'enrichit de 43 communes et 18 000 habitants.
En 1848, la misère est telle qu'elle engendre des embryons de révolte en Alsace bossue. Une lettre du 2 mai 1848 émanant de l'inspecteur, par intérim, des eaux et forêts témoigne : « A l'instant, j'arrive de Diemeringen. Là il faudrait employer au moins trois compagnies entières et de la cavalerie, de manière à occuper au même instant les trois villages de Butten, Ratzwiller et Volksberg. L'excitation des habitants de ces communes est telle que la présence d'un commissaire produirait une forte impression sur les esprits ». De cette époque date le départ de nombreux villageois vers les États-Unis.

## Politique et administration

### Découpage territorial

#### Commune et intercommunalités
Commune membre de la communauté de communes de l'Alsace Bossue.

### Élections municipales et communautaires

#### Liste des maires
| Période                                  | Période                   | Identité                                   | Étiquette | Qualité                             |
| ---------------------------------------- | ------------------------- | ------------------------------------------ | --------- | ----------------------------------- |
| Les données manquantes sont à compléter. |                           |                                            |           |                                     |
| avant 1995                               | ?                         | Henri Bauer                                |           |                                     |
| 2001                                     | 2008                      | Albert Reutenauer                          |           |                                     |
| mars 2008                                | 2014                      | Remy Feisthauer,                           |           |                                     |
| 2014                                     | 2016                      | Rodolphe Bender                            |           | Retraité de la Fonction publique    |
| avril 2016                               | En cours (au 31 mai 2020) | Bruno Stock Réélu pour le mandat 2020-2026 |           | Ouvrier qualifié de type industriel |

### Budget et fiscalité 2023
En 2023, le budget de la commune était constitué ainsi :
- total des produits de fonctionnement : 677 000 €, soit 993 € par habitant ;
- total des charges de fonctionnement : 459 000 €, soit 673 € par habitant ;
- total des ressources d'investissement : 73 000 €, soit 107 € par habitant ;
- total des emplois d'investissement : 131 000 €, soit 193 € par habitant ;
- endettement : 34 000 €, soit 49 € par habitant.

Avec les taux de fiscalité suivants :
- taxe d'habitation : 17,77 % ;
- taxe foncière sur les propriétés bâties : 26,27 % ;
- taxe foncière sur les propriétés non bâties : 65,29 % ;
- taxe additionnelle à la taxe foncière sur les propriétés non bâties : 0,00 % ;
- cotisation foncière des entreprises : 0,00 %.

Chiffres clés Revenus et pauvreté des ménages en 2021 : médiane en 2021 du revenu disponible, par unité de consommation : 23 900 €.

## Équipements et services publics

### Enseignement
Établissements d'enseignements :
- École maternelle et primaire,
- Collèges à Diemeringen, Rohrbach-lès-Bitche, Lemberg, Wingen-sur-Moder, Sarre-Union,
- Lycées à Sarre-Union, Bitche, Sarreguemines.

### Santé
Professionnels et établissements de santé :
- Médecins à Diemeringen, Montbronn, Œrmingen, Soucht, Achen, Rohrbach-lès-Bitche,
- Pharmacies à Diemeringen, Montbronn, Achen, Rohrbach-lès-Bitche,
- Hôpitaux à Sarre-Union, Sarralbe, Bitche, Sarreguemines.

## Économie

### Entreprises et commerces

#### Agriculture
- Culture et élevage associés.
- Culture de céréales, de légumineuses et de graines oléagineuses.
- Élevage de vaches laitières.
- Élevage d'autres bovins et de buffles.
- Élevage d'autres animaux.

#### Tourisme
- Restauration traditionnelle,
- Chambres d'hôtes à Rahling,
- Gîte de France à Soucht.

#### Commerces
- Commerces et services de proximité[45].

## Population et société

### Démographie

#### Évolution démographique
L'évolution du nombre d'habitants est connue à travers les recensements de la population effectués dans la commune depuis 1793. Pour les communes de moins de 10 000 habitants, une enquête de recensement portant sur toute la population est réalisée tous les cinq ans, les populations de référence des années intermédiaires étant quant à elles estimées par interpolation ou extrapolation. Pour la commune, le premier recensement exhaustif entrant dans le cadre du nouveau dispositif a été réalisé en 2008.

En 2022, la commune comptait 651 habitants, en évolution de −3,41 % par rapport à 2016 (Bas-Rhin : +3,17 %, France hors Mayotte : +2,11 %).
| 1793 | 1800 | 1806 | 1821 | 1831 | 1836 | 1841 | 1846 | 1851 |
| ---- | ---- | ---- | ---- | ---- | ---- | ---- | ---- | ---- |
| 630  | 644  | 716  | 793  | 848  | 841  | 846  | 860  | 855  |

| 1856 | 1861 | 1866 | 1871 | 1875 | 1880 | 1885 | 1890 | 1895 |
| ---- | ---- | ---- | ---- | ---- | ---- | ---- | ---- | ---- |
| 797  | 822  | 797  | 815  | 805  | 808  | 779  | 778  | 795  |

| 1900 | 1905 | 1910 | 1921 | 1926 | 1931 | 1936 | 1946 | 1954 |
| ---- | ---- | ---- | ---- | ---- | ---- | ---- | ---- | ---- |
| 785  | 754  | 784  | 813  | 779  | 761  | 746  | 774  | 743  |

| 1962 | 1968 | 1975 | 1982 | 1990 | 1999 | 2006 | 2008 | 2013 |
| ---- | ---- | ---- | ---- | ---- | ---- | ---- | ---- | ---- |
| 744  | 694  | 708  | 687  | 717  | 678  | 670  | 668  | 673  |

| 2018 | 2022 | - | - | - | - | - | - | - |
| ---- | ---- | - | - | - | - | - | - | - |
| 663  | 651  | - | - | - | - | - | - | - |

### Manifestations culturelles et festivités
Association culturelle - Furious Animation. 
L'association organise régulièrement des évènements de grande envergure, « Furious Night » ou encore « Destination ». De style musical plutôt orienté musiques électroniques rapides (Hands Up, Dance, Hardstyle) mais aussi Electro et plus ciblé pour les « Destination » avec des styles plus variés comme les variétés des années 1980-1990 ou encore le fameux « Ballermann ». Des artistes internationaux y ont déjà été conviés à de multiples reprises comme Special D, Floorfilla... Récemment a eu lieu la « furious event » avec 16 DJ différents.

### Cultes
- Union des Églises protestantes d'Alsace et de Lorraine (UEPAL) : union, deux Églises protestantes (réformée et luthérienne)Paroisses de Butten, Dehlingen et Ratzwiller[50].
- Culte catholique, Communauté des 4 paroisses de Bietlenheim,	Geudertheim,Hœrdt,	Weyersheim[51],[52]

## Culture locale et patrimoine

### Lieux et monuments

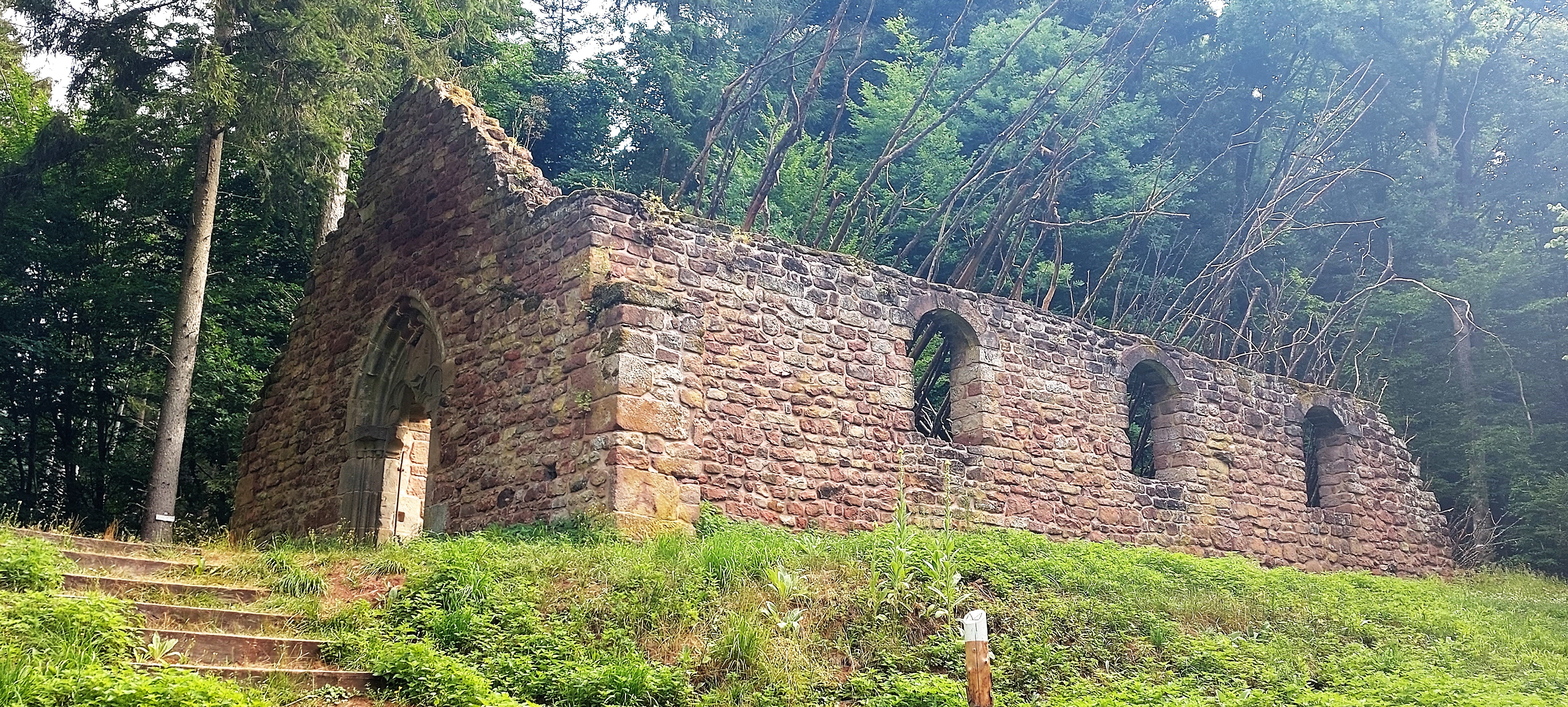
Ruines de la Heidenkirche.
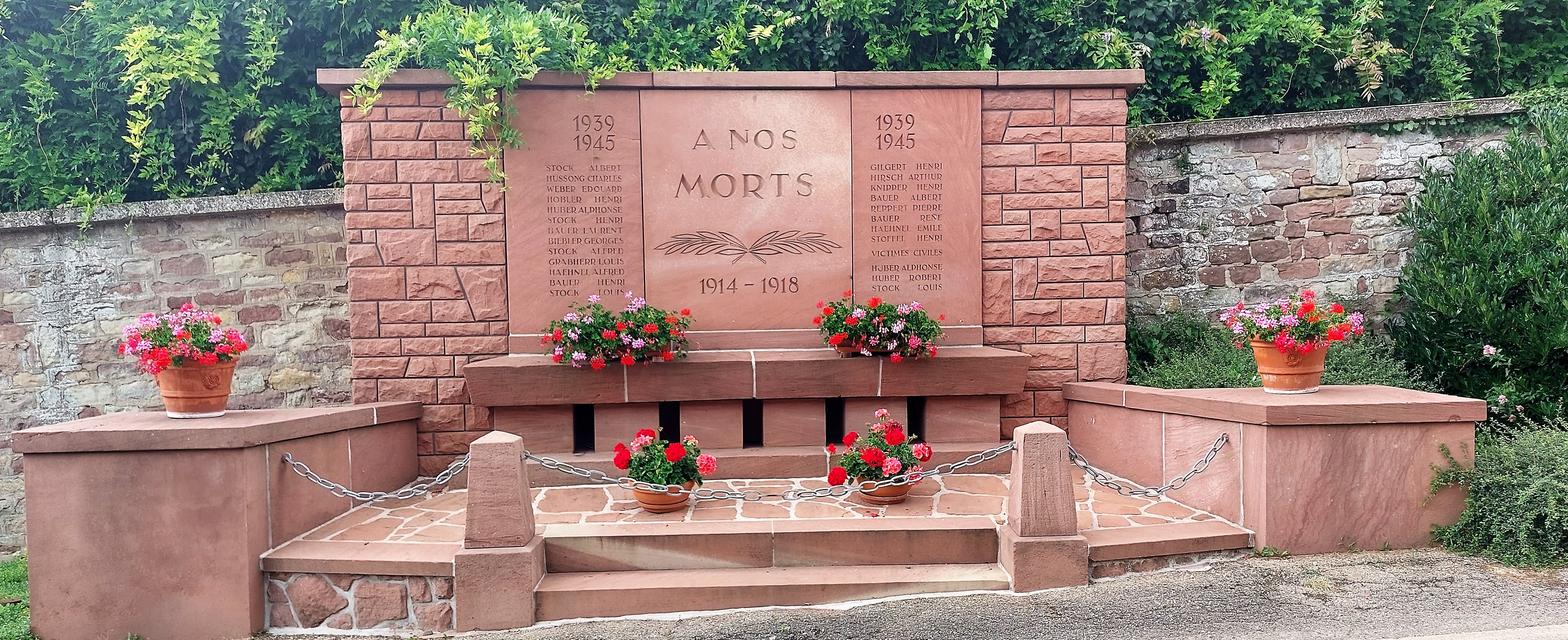
Monument aux morts.
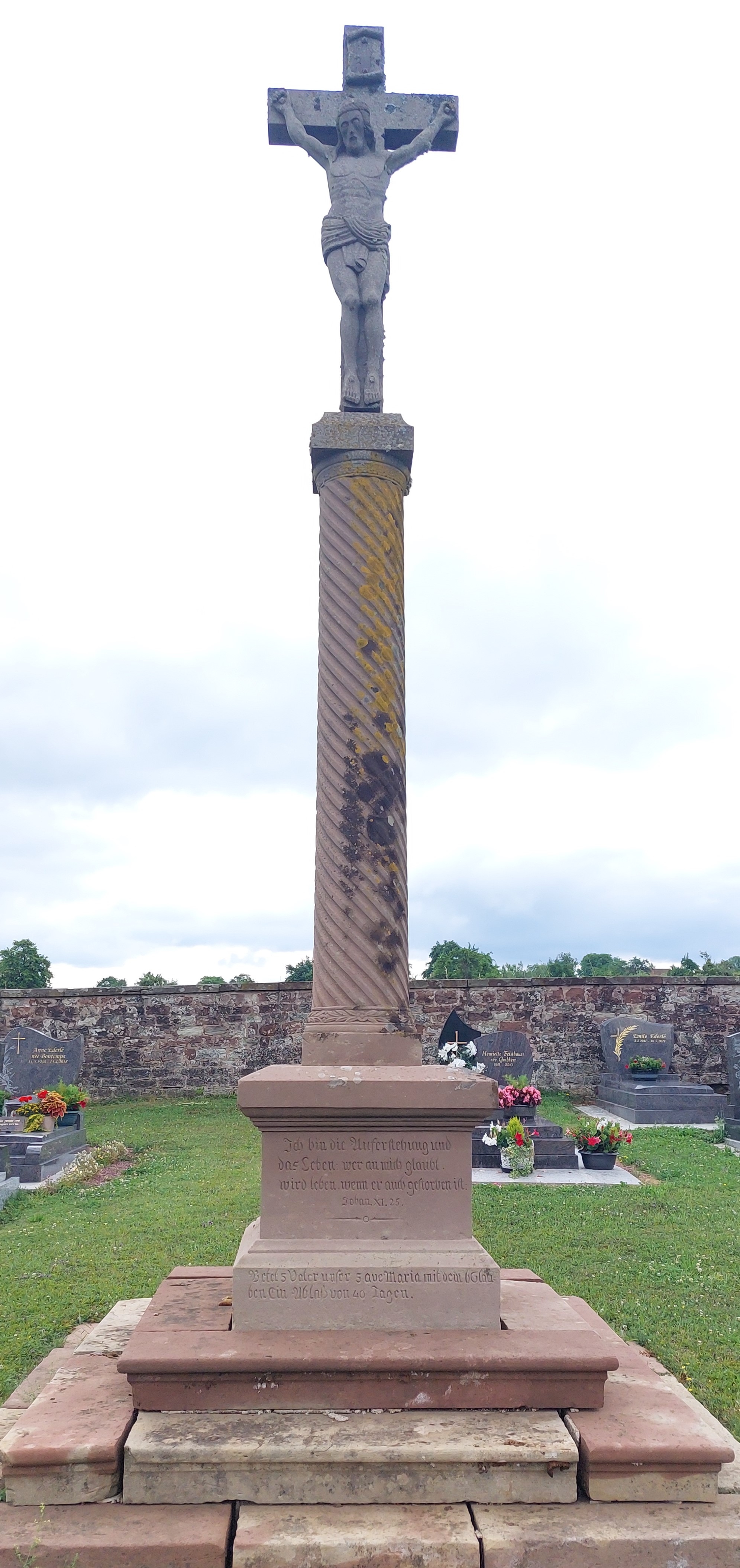
Croix de cimetière.
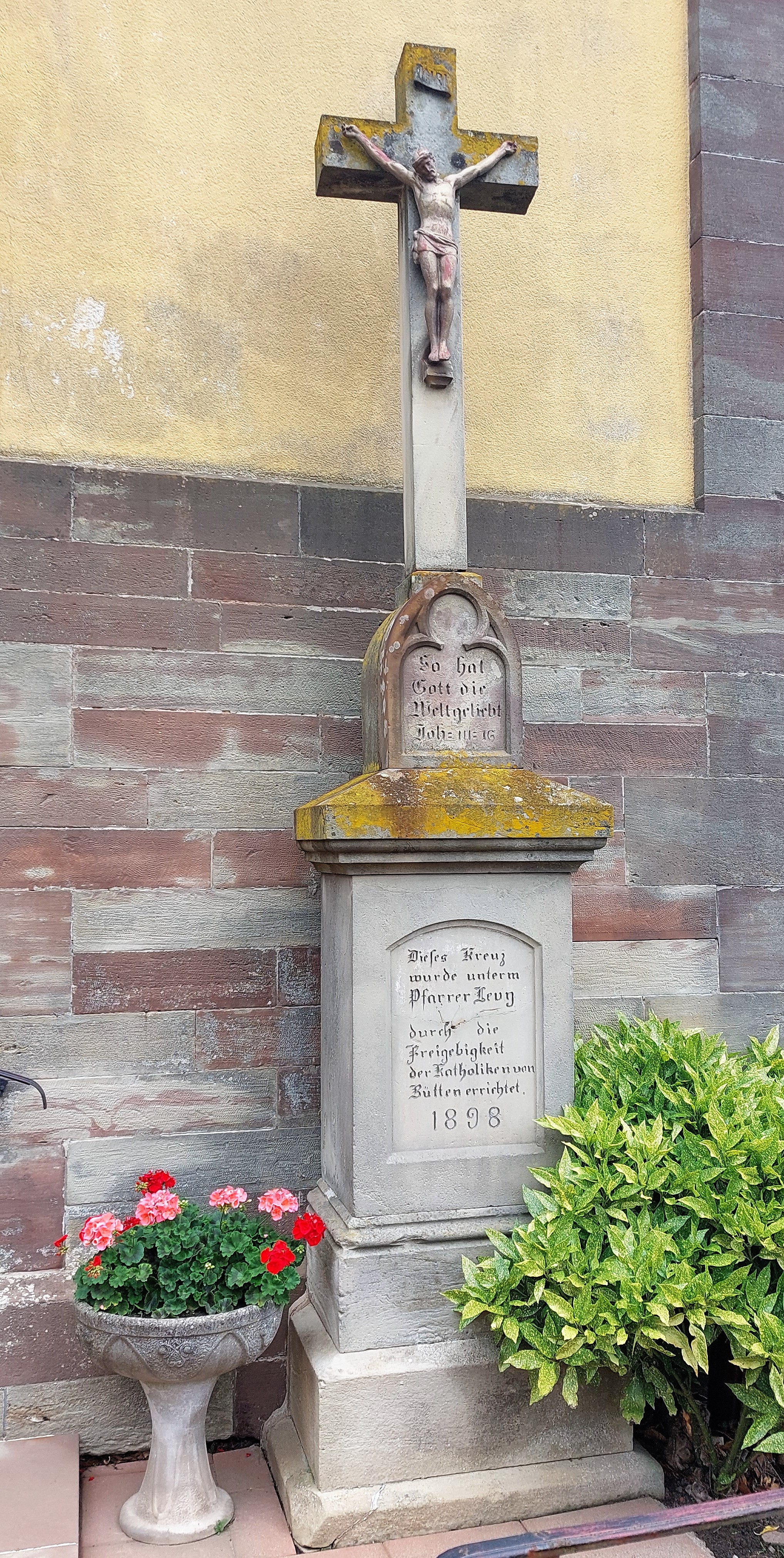
Crucifix.

#### Patrimoine religieux
- Ancienne église paroissiale du village disparu de Birsbach, dite Heidenkirche[53]

Les ruines de la chapelle de la Heidenkirche, seul vestige du hameau de Birsbach disparu entre 1450 et 1513.
- Église de protestants[55].

Le mobilier de l'église de protestants.
* Chaire pastorale.
* 2 aiguières de communion.
* Boîte à hosties.
* Les orgues des deux églises, construits en 1861,,.
Presbytère de protestants.
- Croix de cimetière[64].
- Monument aux morts[65] : Conflits commémorés : Guerres 1914-1918 - 1939-1945.

#### Patrimoine civil
- Moulin à foulon et à farine dit Moulin de Butten[66], puis ferme[67].
- Maison de forgeron[68].
- Tuilerie[69].

### Héraldique
| Blason de Butten | Blason  | De gueules à la faux d'argent posée en bande la lame contournée. |
| Blason de Butten | Détails |                                                                  |